# Mikołaj Kurowski
Mikołaj Kurowski herbu Szreniawa (ur. ok. 1355, zm. 7 września 1411) – arcybiskup gnieźnieński w latach 1402–1411, włocławski w latach 1399–1402, biskup poznański w latach 1395–1399, kanclerz koronny, prepozyt poznański w 1395 roku, kantor gnieźnieński w 1393 roku.
Występował również pod imieniem przybranym Mirosław.

## Życiorys
Urodził się w Kurowie pod Bochnią. Jego ojcem był kasztelan żarnowski – Klemens z Kurowa, zaś matką Dorota. W 1385, uzyskał tytuł bakałarza na Uniwersytecie Karola w Pradze, w 1389 roku dopełnił studiów zdobywając tytuł magistra. Podczas pobytu w Czechach nawiązał kontakty z Pawłem Włodkowicem i Andrzejem Łaskarzem. Po powrocie do kraju przyjął święcenia duchowne, rozpoczynając jednocześnie karierę polityczną jako notariusz w kancelarii królewskiej.
W 1393 protonotariusz, objął jednocześnie urząd kantora gnieźnieńskiego. W 1395 otrzymał sakrę biskupią i zasiadł na tronie poznańskim. Pozostając nadal protonotariuszem, częściej przebywał w Krakowie niż Poznaniu. Jako biskup rozbudował katedrę i erygował dwie altarie w poznańskiej kolegiacie. W 1399 dzięki poparciu króla Władysława Jagiełły, awansował na biskupstwo włocławskie, rezygnując jednocześnie z tronu w Poznaniu i obejmując urząd kanclerza koronnego, który sprawował do 1405. W 1401 był sygnatariuszem unii wileńsko-radomskiej. W 1402 ponownie zmienił tron, rezygnując z Włocławka na rzecz tronu arcybiskupiego w Gnieźnie.
W 1404 brał udział w zjeździe z Krzyżakami w Raciążu i sejmie w Nowym Korczynie. Był świadkiem pokoju w Raciążku w 1404 roku. W 1405 i 1407 wziął udział w poselstwie królewskim do wielkiego mistrza krzyżackiego. W 1409 wziął udział w zjeździe w Łęczycy i ponownie posłował do Malborka, gdzie zgodnie z planem sprowokował Ulricha von Jungingen do wypowiedzenia Polsce wojny. Podczas bitwy pod Grunwaldem wystawił własną chorągiew, sam jednak pozostał w Krakowie, gdzie jako arcybiskup gnieźnieński zastępował króla. Po zakończeniu wojny brał udział w przygotowaniu i podpisaniu pokoju w 1411. Podpisał pokój toruński 1411 roku. W tym samym roku został jednym z pełnomocników króla w negocjacjach z Zygmuntem Luksemburczykiem.
Choć w Gnieźnie przebywał rzadko, potrafił zjednać sobie przychylność kapituły i wyznaczyć odpowiednich prałatów zarządzających diecezją. Podczas jego posługi podniosły się dochody z dóbr biskupich. Popierał również podnoszenie przez duchowieństwo poziomu wykształcenia. Na synodzie diecezjalnym w Kaliszu doprowadził do uchwalenia obligatoryjnych egzaminów na notariuszy publicznych, a na synodzie archidiecezjalnym w Łęczycy do opracowania szczegółowej instrukcji dla wizytatorów parafii. Do jego najważniejszych fundacji należą dwa kościoły w Łowiczu, ołtarz św. Trójcy w katedrze gnieźnieńskiej, dom arcybiskupi w Krakowie oraz organy w kościele NMP w Kaliszu.
Oskarżony o cudzołóstwo z królową Anną Cylejską został wezwany do króla Władysława Jagiełły w celu złożenia wyjaśnień, ale w drodze zasłabł i spadł z konia, po czym zmarł. Królowa oskarżyła go o molestowanie, natomiast Marceli Kosman w publikacji Między ołtarzem a tronem wspomina o ich romansie. Zmarł w Ropczycach 7 września 1411. Pochowano go w podziemiach katedry gnieźnieńskiej.